# Улица Самка Радосављевића (Сомбор)
| Улица Самка Радосављевића | Улица Самка Радосављевића |
| ------------------------- | ------------------------- |
|                           |                           |
| Почетак                   | Улица Стапарски пут       |
| Крај                      | Улица Сонћански пут       |
| Дужина                    | 500 m                     |
| Ширина                    | 25 до 38 m                |
| Створена                  |                           |
| Названа                   |                           |
| Стари називи              | Бедем                     |
|                           |                           |
|                           |                           |
| Поглед на улицу           |                           |

Улица Самка Радосављевића је једна од градских улица Сомбору, седишту Западнобачког управног округа. Протеже се правцем који повезује Улицу Стапарски пут и Улицу Сонћански пут. Дужина улице је око 500 м. 

## Име улице
Улица је у прошлости носила назив Бедем. Данас улица носи назив Самка Радосављевића.

## Суседне улице
- Улица Стапарски пут
- Улица Мите Поповића
- Улица Арсенија Чарнојевића
- Улица Алексе Шантића
- Улица Бранислава Нушића
- Улица Спортска
- Улица Сонћански пут

## Улицом Самка Радосављевића
Улица Самка Радосављевића је улица у којој се налази мањи број продајних објеката, фирми и предузећа. То је пре свега насељена улица са једноспратним, двоспратним кућама и стамбеним зградама новије градње. При саству са Улицом Сонћански пут кратким својим делом улица се рачва у два правца, која оба завршавају на Сончанском путу. Један крак је дужине 67 м, а други 100 м. Између та два крака формиран је паркић са чесмом и крстом.

### Значајне институције у улици[2]
- Поликлиника Др Стојачић, налази се на ћошку са Улицом Стапарски пут.
- Печењара рибе Fisheraj, на броју 5
- Агенција D&S Плус - регистрација и осигурање возила, на броју 23
- Фризерски салон, на броју 23
- Yoga центар Сомбор, на броју 24
- PerSu маркет, на броју 37-39